# Casa del carrer Barcelona, 72
La Casa del carrer Barcelona, 72 és una casa de cos del Masnou (Maresme).

## Descripció
Casa de cós entre mitgeres de planta rectangular, actualment enretirada del pla de carrer, que consta de planta baixa i planta pis amb la coberta inclinada a dues aigües de teules àrabs amb el carener paral·lel a la façana principal, orientada a migdia.
La façana es genera a partir d'una composició asimètrica que es defineix a la planta baixa per una porta d'accés adintellada i un apetita finestra lateral a mitja alçada, protegida per una reixa i una persiana de llibret de fusta; i a la planta pis per una finestra seguint l'eix de la porta. Tant la porta com la finestra de la planta pis tenen els brancals, ampits i llindes de pedra vista treballada.
L'acabament superficial del parament és un arrebossat llis i pintat sense motllures ni relleus.
La porta sembla haver estat escapçada per la construcció veïna.